# ألبرت دبليو. غرانت
ألبرت دبليو. غرانت (بالإنجليزية: Albert W. Grant) هو ضابط أمريكي، ولد في 14 أبريل 1856 في Benton, Maine ‏ في الولايات المتحدة، وتوفي في 30 سبتمبر 1930 في فيلادلفيا في الولايات المتحدة.